# Левківська сільська рада (Житомирський район)
Левківська сільська рада — колишня адміністративно-територіальна одиниця та орган місцевого самоврядування у Іванківському (Левківському), Житомирському, Коростишівському районах і Житомирській міській раді Волинської округи, Київської й Житомирської областей Української РСР та України з адміністративним центром у с. Левків.

## Населені пункти
Сільській раді були підпорядковані населені пункти:
- с. Левків
- с. Калинівка
- с. Клітчин

## Населення
Кількість населення ради, станом на 1923 рік, становила 5 088 осіб, кількість дворів — 888.
Відповідно до результатів перепису населення СРСР, кількість населення ради, станом на 12 січня 1989 року, становила 4 184 особи.
Станом на 5 грудня 2001 року, відповідно до перепису населення України, кількість мешканців сільської ради становила 4 116 осіб.

## Склад ради
Рада складалася з 26 депутатів та голови.

### Керівний склад сільської ради
| ПІБ                           | Основні відомості                                                               | Дата обрання | Дата звільнення |
| ----------------------------- | ------------------------------------------------------------------------------- | ------------ | --------------- |
| Шелест Василь Дмитрович       | Сільський голова, 1956 року народження, освіта, член народної партії            | 26.03.2006   | 31.10.2010      |
| Окоча Олександр Станіславович | Сільський голова, 1959 року народження, освіта середня спеціальна, безпартійний | 31.10.2010   |                 |

Примітка: таблиця складена за даними джерела

## Історія
Створена 1923 року в складі містечка Левків та хутора Буймер Левківської волості Житомирського повіту Волинської губернії. 13 листопада 1928 року х. Буймер передано до складу Смолівської сільської ради Іванківського району. З 1929 року на обліку значився х. Клітчин.
Станом на 1 вересня 1946 року сільська рада входила до складу Житомирського району Житомирської області, на обліку в раді перебували с. Левків та х. Клітчин.
17 грудня 1956 року, відповідно до рішення Житомирського облвиконкому № 1158 «Про укрупнення сільських рад Житомирського району», до складу ради приєднано с. Калинівка ліквідованої Калинівської сільської ради Житомирського району.
На 1 січня 1972 року сільська рада входила до складу Житомирського району Житомирської області, на обліку в раді перебували села Калинівка, Клітчин та Левків.
Виключена з облікових даних 17 липня 2020 року. Територію та населені пункти ради, відповідно до розпорядження Кабінету Міністрів України № 711-р від 12 червня 2020 року «Про визначення адміністративних центрів та затвердження територій територіальних громад Житомирської області», включено до складу Глибочицької сільської територіальної громади Житомирського району Житомирської області.
Входила до складу Іванківського (Левківського, 7.03.1923 р.), Житомирського (14.05.1939 р., 4.01.1965 р.), Коростишівського (30.12.1962 р.) районів та Житомирської міської ради (15.09.1930 р.).